# National Football League 1929
La stagione NFL 1929 fu la 10ª stagione sportiva della National Football League, la massima lega professionistica statunitense di football americano. La stagione iniziò il 22 settembre e si concluse il 14 dicembre 1929 con la vittoria dei Green Bay Packers.
La stagione vide alla partenza due nuove squadre, gli Orange Tornadoes e i Minneapolis Red Jackets, oltre al rientro dei Buffalo Bisons. I Pottsville Maroons divennero i Boston Bulldogs mentre i Detroit Wolverines si sciolsero.
Il 6 novembre venne disputata la prima partita della NFL in notturna con l'ausilio dell'illuminazione artificiale, Chicago Cardinals -	Providence Steam Roller che terminò 16 a 0.

## La stagione
La prima partita della stagione fu giocata il 22 settembre 1929, mentre l'ultima venne disputata il 14 dicembre.

### Risultati della stagione
- V = Vittorie, S = Sconfitte, P = Pareggi, PCT = Percentuale di vittorie, PF = Punti Fatti, PS = Punti Subiti
- Nota: nelle stagioni precedenti al 1972 i pareggi non venivano conteggiati nel calcolo della percentuale di vittorie.

| National Football League |    |   |   |      |     |     |
| Squadra                  | V  | S | P | PCT  | PF  | PS  |
| Green Bay Packers        | 12 | 0 | 1 | 1000 | 198 | 22  |
| New York Giants          | 13 | 1 | 1 | 929  | 312 | 86  |
| Frankford Yellow Jackets | 9  | 4 | 5 | 692  | 129 | 128 |
| Chicago Cardinals        | 6  | 6 | 1 | 500  | 154 | 83  |
| Boston Bulldogs          | 4  | 4 | 0 | 500  | 98  | 73  |
| Orange Tornadoes         | 3  | 4 | 4 | 429  | 35  | 80  |
| Staten Island Stapletons | 3  | 4 | 3 | 429  | 89  | 65  |
| Providence Steam Roller  | 4  | 6 | 2 | 400  | 107 | 117 |
| Chicago Bears            | 4  | 9 | 2 | 308  | 119 | 227 |
| Buffalo Bisons           | 1  | 7 | 1 | 125  | 48  | 142 |
| Minneapolis Red Jackets  | 1  | 9 | 0 | 100  | 48  | 185 |
| Dayton Triangles         | 0  | 6 | 0 | 0    | 7   | 136 |

## Vincitore
| Vincitori del campionato NFL 1929 Green Bay Packers 1º titolo |